# Барово (Сопиште)
Барово (мкд. Барово) је насеље у Северној Македонији, у северном делу државе. Барово припада општине Сопиште, која окупља јужна предграђа Града Скопља.

## Географија
Барово је смештено у северном делу Северне Македоније. Од најближег већег града, Скопља, насеље је удаљено 25 km јужно.
Насеље Барово је у оквиру историјске области Кршијак, која се обухвата долину Маркове реке, јужно од Скопског поља. Насеље је смештено на југоисточним падинама планине Водно. Ка југу се тло спушта у долину Маркове реке, док се ка западу спушта у клисуру реке Треске. Надморска висина насеља је приближно 660 метара.
Месна клима је континентална.

## Становништво
Барово је према последњем попису из 2002. године имало 23 становника.
Претежно становништво у насељу су Албанци (57%), а мањина су етнички Македонци (43%). До пре пар деценија искључиво становништво били су етнички Македонци.
Већинска вероисповест је ислам, а мањинска православље.